# Andreas Peter Liunge
Andreas Peter Liunge (født 6. april 1798 i København, død 31. marts 1879) var en dansk forfatter og bladredaktør.
A.P. Liunge blev født i København. Faderen, Frederik Liunge (født 1767 død 1821), var vinhandler, moderen, Marie Kirstine født Winther (født 1775 død 1832), indtil sit giftermål korsanger ved Det Kongelige Teater.
Sønnen blev opdraget hos sin farmoder og gik i Efterslægtselskabets Skole, i hvis ældste klasse han 1811 sammen med Nicolai Christian Levin Abrahams udgav et ugeblad, Efterslægtens Mercur.
I 1813 blev han ansat som volontær og i 1816 som kopist ved Frederiksværks hovedkontor i København; allerede da skrev han anonymt i bladene, således teaterkritikker i Skilderiet og senere i Adrastea samt digte under mærket "Frederik Heyn". 1817-18 udgav han et hæfteskrift: Skjæmt og Satire (de i 1820 udkomne hæfter af dette navn er af Jacob Jacobsen Dampe). 1817 blev han medlem af selskabet "Clio" og var snart dettes digter ved festlige lejligheder.
Her vandt han sig en ven i Christen Henriksen Pram, der spåede ham en fremtid som digter. Dr. Dampe var en af hans bedste omgangsvenner.
1818 tog han dansk-juridisk eksamen. Iblandt hans litterære foretagender fra disse år kan nævnes hans udgivelse af Harpen, et æstetisk ugeblad (1820-24), hvortil Danmarks bedste forfattere leverede bidrag.
10. oktober 1829 ægtede han gravør Akkermanns datter Albertine Charlotte (født 6. januar 1801 død 5. april 1874). 1828 var han blevet udnævnt til kommercesekretær. I 1832 og 1834 foretog han sig rejser i Norge og Sverige, hvor han knyttede mange litterære forbindelser.
På grund af sygelighed afskedigedes han i 1835 med vartpenge fra sin stilling som kopist. Så blev han i 1844 kasserer og bogholder ved den til dels efter hans initiativ og af ham sammen med dr. Jón Jónsson Hjaltalin anlagte Vandkur-, Brønd- og Søbadeanstalt ved Klampenborg; i 1847 afskedigedes han af sammes bestyrelse, men overtog atter i 1853 i følge Højesteretsdom denne post, som han beklædte til 1877, da han efter ansøgning tog sin afsked, hvorpå han i meget svækket tilstand levede i København
til sin død.
Sin største betydning har han haft som redaktør (sammen med Ove Thomsen) af Kjøbenhavnsposten (1827-45), i hvilken egenskab han blev genstand for Johan Ludvig Heibergs skarpe kritik, hvorom 10. bind af dennes Prosaiske Skrifter indeholder mange vidnesbyrd. Han har desuden redigeret Litteratur-, Kunst- og Theaterblad (1821-24), Kjøbenhavns Morgenblad (sammen med Christen Niemann Rosenkilde, 1825-26), Hertha (1827-28), Theaterblad (1827-28), Søndagsblad (sammen med Hans Peter Holst, 1835), Kjøbenhavns Morgenblad, ny Suite (sammen med Johan Peter Martin Grüne og Gottlieb Siesbye, 1838-39), osv.
End videre har han redigeret forskellige visebøger, antologier osv. samt forfattet mange digte, politiske skrifter, oversættelser osv.